# Yełishe Charents
Yełishe Charents (em língua arménia: Եղիշե Չարենց; 13 de março de 1897 - 27 de novembro de 1937) foi um poeta, escritor e ativista armênio.

## Carreira
Na sua obra, abordou temas que variaram de suas experiências na Primeira Guerra Mundial à revolução socialista, e especialmente a Arménia e armênios. Reconhecido como um dos principais poetas do século no seu país, foi também um dos primeiros defensores do comunismo. Integrou o partido bolchevique, mas com o terror stalinista na década de 1930, desiludiu-se e foi executado durante os expurgos.

## Obras
- Erek erg tkhradaluk ałjkan, 1914
- Kaputachia Hyerenik, 1915
- Danteakan araspel (Դանթեական առասպել), 1916
- Tsiatsan, 1917
- Soma 1918
- Ambokhnere Khelagarvats, 1919
- Ergeri Zhołovatsu, 1921
- Yerkir Naïri, 1925
- Rubaiyat, 1927
- Epikakan Lussabats, 1930
- Girk chanaparhi, 1933
- Requiem æternam, 1936